# St. Stephens (Carolina do Norte)
St. Stephens é uma Região censo-designada localizada no estado americano de Carolina do Norte, no Condado de Catawba.

## Demografia
Segundo o censo americano de 2000, a sua população era de 9439 habitantes.

## Geografia
De acordo com o United States Census Bureau tem uma área de
26,4 km², dos quais 25,4 km² cobertos por terra e 1,0 km² cobertos por água.

## Localidades na vizinhança
O diagrama seguinte representa as localidades num raio de 12 km ao redor de St. Stephens.